# 대만의 자동차 산업

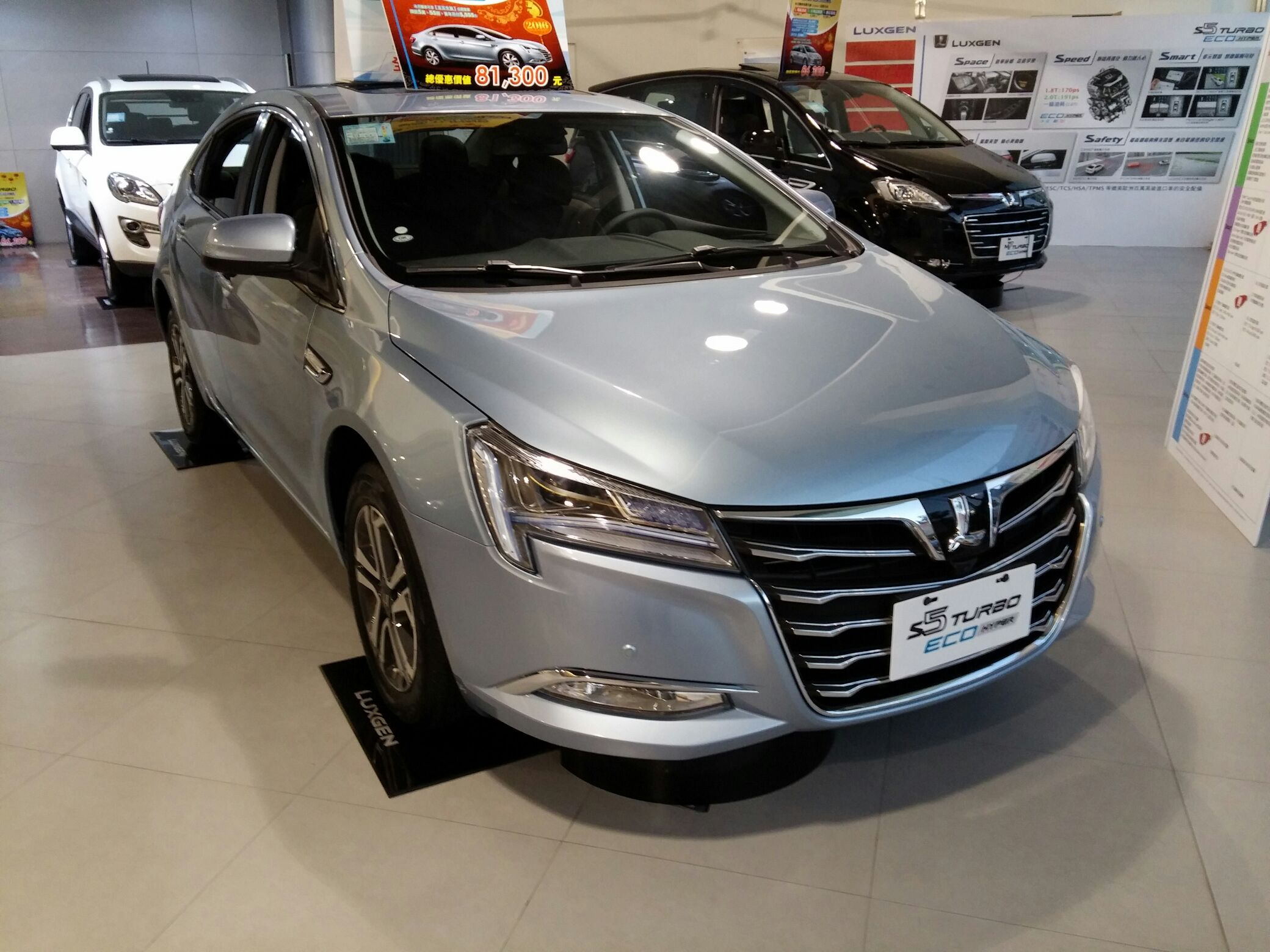
럭스젠의 대만 국내 생산 차량

대만의 자동차 산업은 대만의 자동차 산업을 말한다.

## 제조업체

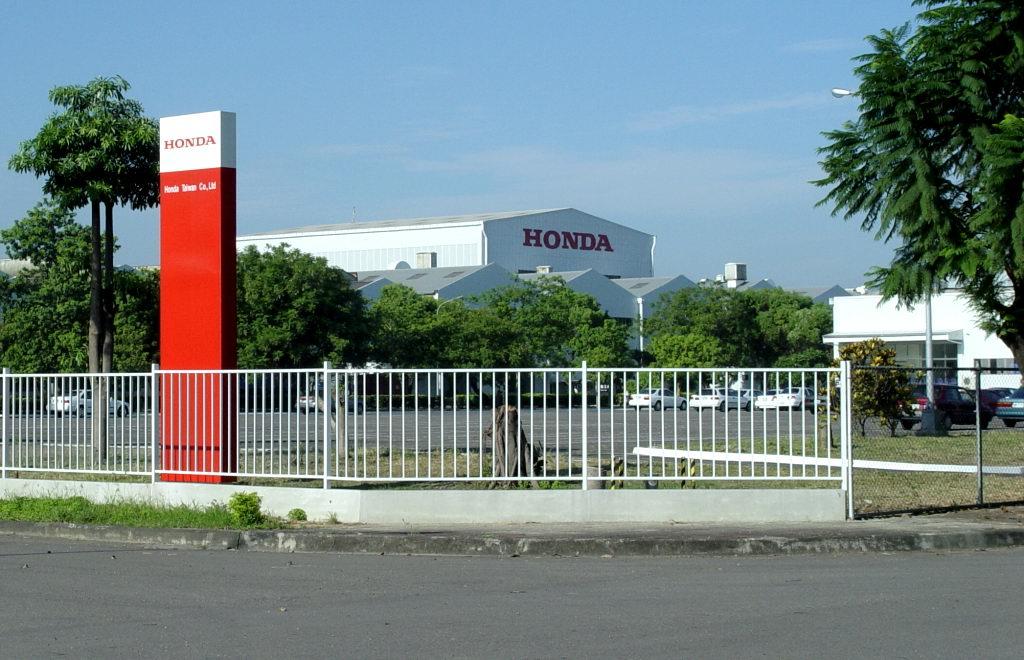
핑둥현의 혼다 자동차 제조 공장

총 3,000개에 달하는 자동차 관련 회사가 대만에 있다. 허타이 자동차는 대만 전체 자동차 판매량의 28.8%를 차지했고, 이어서 중화기차공업이 10.9%, 위룽 닛산 자동차가 9.6%, 혼다 자동차 (대만)가 7.7%를 차지했다.

## 수출입
대만에서 판매되는 차량의 약 41.7%는 수입산이었다. 2016년 대만에서 생산된 자동차 부품 및 구성 요소의 약 75%는 주로 미국 (43%, NT$678억), 일본 (6%, NT$95억), 중화인민공화국 (5%, NT$82억), 영국 (4%, NT$56억)으로 수출되었다.

## 경제
매년 400,000대의 자동차가 대만에서 판매된다. 대만 전체 자동차 산업의 총 생산량은 대만의 국내총생산의 거의 3%를 차지했다. 2016년 대만 자동차 산업의 생산량은 200억 미국 달러에 달했으며, 이는 부품 및 구성 요소 제조(70억 미국 달러), 국내 자동차 생산(65억 미국 달러), 차량 전자 장치(60억 미국 달러)로 나뉜다. 2013년 자동차 산업 생산량은 대만 전체 제조 생산량의 2.7%를 차지했다.
대만 기업들은 자동차 전력화에 점차 투자했으며, 테슬라 (기업) 공급업체의 75%가 대만 기업이다. 대만은 포괄적인 EV 공급망을 갖춘 전 세계 몇 안 되는 지역 중 하나이며 대만은 글로벌 EV 공급망의 필수적인 부분이다.

## 연구
대만의 자동차 관련 연구소로는 자동차 연구 및 시험 센터와 공업기술연구원이 있다.

## 같이 보기
- 대만의 자동차 제조 회사 목록
- 대만의 국방 산업